# الحوسبة الموجهة نحو الاستعادة
تكنولوجيا الحاسوب الموجه الاستعادة/الحوسبة الموجهة نحو الاستعادة (وفي بعض الأحيان تختصر إلى "أر أوه سي") عبارة عن طريقة تم وضعها في جامعة ستانفورد وجامعة كاليفورنيا، بيركلي من أجل تطوير خدمات الإنترنت الموثوق بها. ويسعى مقدمو الاقتراح إلى الاعتراف بأخطاء الكمبيوتر الخفية على أنها لا مفر منها ومن ثم الحد من آثارها الضارة.
تمويل مؤسسة العلوم الوطنية للمشروع
هناك مجموعة من الخصائص التي تفرق استخدام تكنولوجيا الحاسوب موجهة الاستعادة عن غيرها من التقنيات الخاصة بعلاج الأعطال.

## العزل والتكرار
يتطلب العزل في تلك الأنواع من الأنظمة التكرار. وفي حالة فشل جزء واحد من النظام، فسوف يتطلب الجزء المتكرر إلى حل محله. ويجب أن يكون العزل مقاوم للعطل لجميع أنواع الأعطال سواء كان العطل بسبب الإنسان أو البرامج. هناك طريقة ممكنة لعزل أجزاء نظام ما تتمثل في استخدام أجهزة مراقبة الآلة الافتراضية مثل Xen. وتسمح أجهزة مراقبة الآلة الافتراضية للعديد من الآلات الافتراضية بالتشغيل على الآلة المادية وفي حالة وجود مشكلة بإحدى الآلات الافتراضية يمكن إعادة تشغيلها بدون إعادة تشغيل الآلة المادية، أو من الممكن إيقافها وأن تحل أخرى محلها.

## دعم التراجع في نطاق النظام
تعتبر القدرة على التراجع عبر البرامج المختلفة والإطارات الزمنية ضرورية للغاية في هذا النوع من النظم نظرا لأن الخطأ البشري يعدد السبب الوحيد لتعطل النظام. البشر لديهم بالفطرة العقل للقيام بذلك. فعدم وجود دعم التراجع يقيد عملية اختبار جوانب النظام لأنها لا تسمح بالتجربة والخطأ.
يجب أن يغطي دعم التراجع في نطاق النظام جميع جوانب النظام. وهذا يشمل تحديثات الأجهزة والبرامج والتهيئة بالإضافة إلى تنظيم التطبيق. وهناك حدود واضحة لما يمكنك التراجع عنه ويجرى حالياً استكشاف تلك الحدود واختبارها وتقييمها بناءً على المفاضلات الخاصة بهم.

## الدعم التشخيصي المدمج
يعتبر الدعم التشخيصي المدمج سمة أخرى من يجب أن يتمتع بها الكمبيوتر موجه الاستعادة. ويعني هذا أن ذلك النظام يجب أن يكون قادرا على تحديد السبب الجذري لتعطل النظام. وبمجرد عمل ذلك فيجب عندئذ أن يكون إما قادرا على احتواء العطل بحيث لا يمكنه التأثير على أجزاء أخرى من النظام أو بطريقة بديلة يجب أن يصلح العطل. ويجب أن تكون جميع مكونات النظام وأجزائه ذاتية الاختبار ويجب أن يكون قادرا على التعرف عندما يكون هناك خطأ ما فيه. وكذلك تحديد المشاكل فيهم، كما ينبغي أن تكون الأجزاء قادرة على التحقق من سلوك الأجزاء الأخرى التي تعتمد عليها. ويجب أن يتتبع النظام الجزء، والموارد وتبعيات طلبات المستخدم في جميع أجزاء النظام. وهذا سيسمح باحتواء الأعطال.

## التوثيق عبر الإنترنت وآليات الاستعادة
تعد آليات الاستعادة هي السبل التي يتمكن النظام فيها من الاستعادة من الأعطال. وعليه فينبغي أن يتم تصميم آليات الاستعادة بشكل جيد، مما يعني أنها موثوقة وفعالة. كما ينبغي أن تكون هذه الأنظمة نشطة في اختبار وتوثيق سلوك آليات الاستعادة لذا في حالة حدوث عطل حقيقي من المؤكد أن هذه الآليات سوف تفعل ما كانت مصممة للقيام به وستساعد في استعادة النظام. ويجب تنفيذ تلك التوثيقات حتى على مستوي إنتاج المعدات لأن هذا النوع من المعدات هو الأكثر أهمية للحصول عليه. وهناك طريقتين لأداء تلك الاختبارات ويجب استخدام كل منهما. الطريقة الأولي هي الاختبارات الموجهة والتي تنشأ فيها الاختبارات وتنفذ. والطريقة الأخرى عبارة عن اختبار عشوائي تحدث فيها الاختبارات بدون إنذار.

## النموذجية وقابلية القياس وقابلية إعادة التشغيل
يتم حل مشاكل قدم البرمجيات بشكل أفضل عن طريق إعادة تشغيل المكون المتأثر. ويستلزم هذا كلاً من التجزئة وقابلية إعادة التشغيل. ويجب إعادة تشغيل المكونات قبل أن تعطل وهي مصممة لجعل هذا الخيار متاح وبشكل أفضل من ذلك، وعمل ذلك بشكل تلقائي. ويجب أن تصمم تلك التطبيقات بحيث تكون قابلة لإعادة التشغيل.

## المعايير
يجب أن يكون لهذه النظم معايير اعتماد وتوافر متكررة لتبرير وجودهم واستخدامهم عن طريق تتبع تقدمها. ويجب أن تكون تلك المعايير مستنسخة وتدابير محايدة من اعتماد النظام ومصداقيته وتوافره.

## الروابط الخارجية
- The Berkeley/Stanford Recovery-Oriented Computing (ROC) Project, the official web site, which to date includes information on research, people, publications, talks, retreats, and projects